# جيزلاف بيكشينسكي

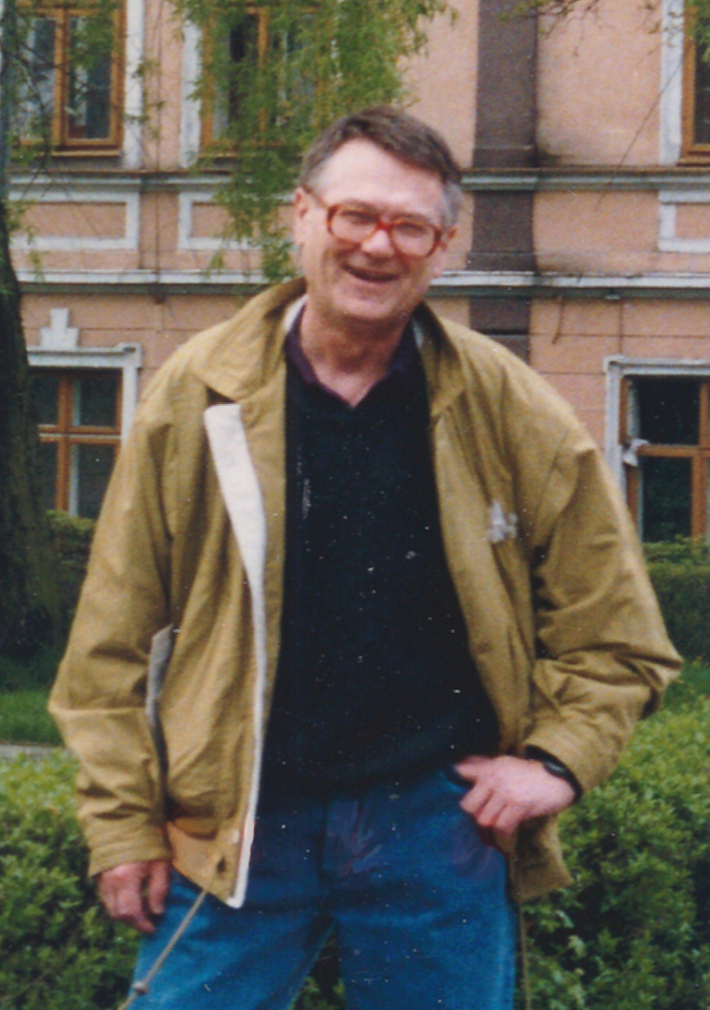
الرسام البولندي جيزلاف بيكشينسكي
الميلاد: 24 فبراير 1929 في بولندا، سانوك
الوفاة: 21 فبراير 2005 (75 سنة) في بولندا، وارسو
الجنسية: البولندية
سبب الشهرة: الرسم، النحت، التصوير
جوائز: وسام الدولة لنهضة بولندا
موقع رسمي: https://www.wikiart.org/es/zdzislaw-beksinski

جيزلاف بيكشينسكي (بالبولندية: Zdzisław Beksiński) (ولد في 24 فبراير عام 1929 – توفي في 21 فبراير عام 2005) كان رسام ومصوِّر فوتوغرافي ونحَّات بولندي متخصص في سريالية الواقع المرير (الديستوبية). استخدم بيكشينسكي الأسلوب الـ «الباروكي» أو الـ «قوطي» كما وصفه في لوحاتِه ورسوماتِه. تُقسَّم أعماله إلى مرحلتين: احتوت المرحلة الأولى بشكل عام على ألوان تعبيرية مع أسلوب قوي مِن الـ «الطوباوية الواقعية» والعمارة السريالية، كوصف لسيناريو نهاية العالم، أما المرحلة الثانية فاحتوت على أسلوب تجريدي مع السمات الرئيسية للشَكلِيِّة.

طُعِن بيكشينسكي حتى الموت في شقته في وارسو في فبراير 2005 مِن قِبل أحد معارِفه الذي يبلغ مِن العمر 19 عاماً مِن مدينة ولومين، قيل بأنه بسبب رفض بيكشينسكي لإعارة المراهق مالاً.

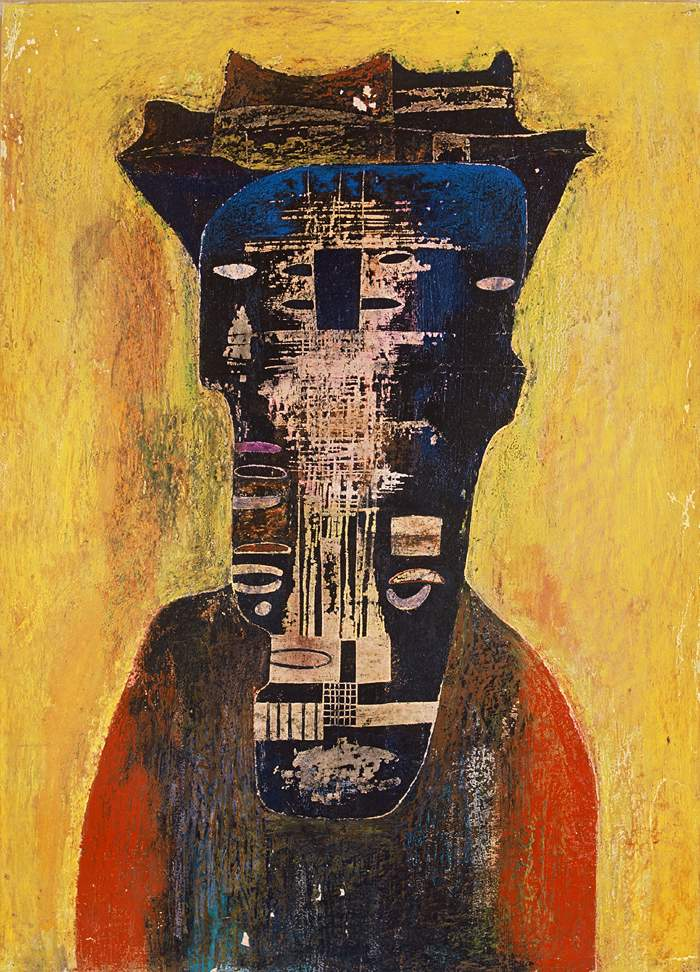
لوحة غير معنونة (1958)

## حياته
ولِد بيكشينسكي في مدينة سانوك في جنوب بولندا، ودرس الهندسة المعمارية في مدينة كراكوف. أكمل دراسته وعاد إلى سانوك في عام 1955 ليبدأ العمل كمُشرِف في مواقِع البناء، ولكن سرعان ما وجدَ نفسه غير مستمتعاً بالمهنة، فكان مهتماً خلال هذه الفترة بالتصوير السريالي والنحت والتصوير الزيتي. حين بدأ بالنحت، كان في العادة يستخدم المواد مِن مواقِع البناء لإكمال أعماله. كانت الصور التي صورها في بدايتِه بوادِراً للوحاتِه الأخيرة، والتي احتوَت في العادة على تجاعيدَ فريدة ومناظِرَ طبيعية مهجورة ووجوهاً مرسومة على أسطح خشِنة. كثيراً ما صوَّرت لوحاته الاضطراب، حيثُ يتمثل على هيئة رؤوس مقطوعة لدُمى وأوجه ممسوحة أو مخفيِّة بضمادات تطوِّق اللوحة. كان تركيز بيكشينسكي منصباً على الفن التجريدي على الرغم مِن أن لوحاته خلال الستينات كانت تميل للسريالية.

### الرسم والتصوير الزيتي
لم يتلقى بيكشينسكي أي تدريب رسمي كفنان، حيثُ تخرَّجَ مِن كلية الهندسة المعمارية في جامعة كراكوف للتقنيات المتعددة، وحصل على درجة الماجستير في العلوم في عام 1952.صُنعت أكثر لوحاته باستخدام ألوان زيتية على لوحات هو أعدَّها بنفسِه، كما جرَّب استخدام ألوان الأكليريك. كان يمقت الصمت، فاعتاد على الاستماع للموسيقى الكلاسيكية بينما يرسم، وعلى الرغم مِن تفضيله للموسيقى الكلاسيكية فكان يقدر موسيقى الروك.

### الواقعية المذهِلة
كان نجاحه الملحوظ الأول في معرضِه في وارسو عام 1964 حيث بيعت كل لوحاتِه.
احتضَن بيكشينسكي الرسم بشغف وعمِل بشكل مكثَّف بينما يستمِع للموسيقى الكلاسيكية، وأصبح وجه الفن البولندي المعاصِر. دخل بيكشينسكي في أواخِر الستينات الفترة التي دعاها بِنفسِه «الفترة المذهِلة» والتي استمرت حتى منتصف الثمانينات، صنع خلال هذه الفترة صوراً مربِكة للغاية، حيثُ كانت تُظهِر بيئة سريالية وسوداوية تحتوي على مشاهد ذات تفاصيل دقيقة للموت والتلاشي والخراب وأماكِن ممتلِئة بهياكِل عظمية وأشكال ممسوخة وصحاري، واحتوت كل تلك اللوحات على تفاصيل دقيقة للغاية مع لمستِه المتقنة. قال بيكشينسكي خلال تلك الفترة: «أريد أن أرسم كما لو كنتُ أصوِّرُ حلماً».
على الرغم مِن الادعاءات نحو كدرِه، صرَّح بيكشينسكي بأنه دائما ما يُساء تفسير أعمالِه، وبأن بعض لوحاتِه كانت تبطِّن الإيجابية أو حتى الدعابة، وكان عنيداً بهذا الشأن إلى درجة تصريحه بعدم معرفته بالمعاني خلف أعمالِه وبأنه لم يكن مهتماً بأي تفسيرات ترتبط بها، ورفض تسمية أي مِن أعمالِه الفنية.
قام بيكشينسكي بحرق مجموعة مِن أعمالِه في فنائِه الخلفي بدون الاحتِفاظ بأي نُسخ أو وثائقَ لها قبل انتقالِه إلى وارسو في عام 1977، وصرَّح فيما بعد بأن بعض تلك الأعمال كانت «شخصية» للغاية، وبقية تلك الأعمال لم تكن مُرضية بالنسبة له، ولم يرغب لأي شخص أن يراها.
قالَ المُخرج السينيمائي المكسيكي جييرمو ديل تورو: «في تقاليد العصور الوسطى، يبدو أن بينشيسكي يؤمِن بالفَن بكونِه نذيراً لهشاشة الجسد، فالهلاك محكومٌ على جميع الملذات التي ننعم بها، وبالتالي تمكنت لوحاته مِن استحضار التلاشي والنِضال المستمِر في الحياة في نفس الوقت. تحمِل لوحاته في طيّاتها منظومة شعرية ملطخة بالدم والصدأ.»

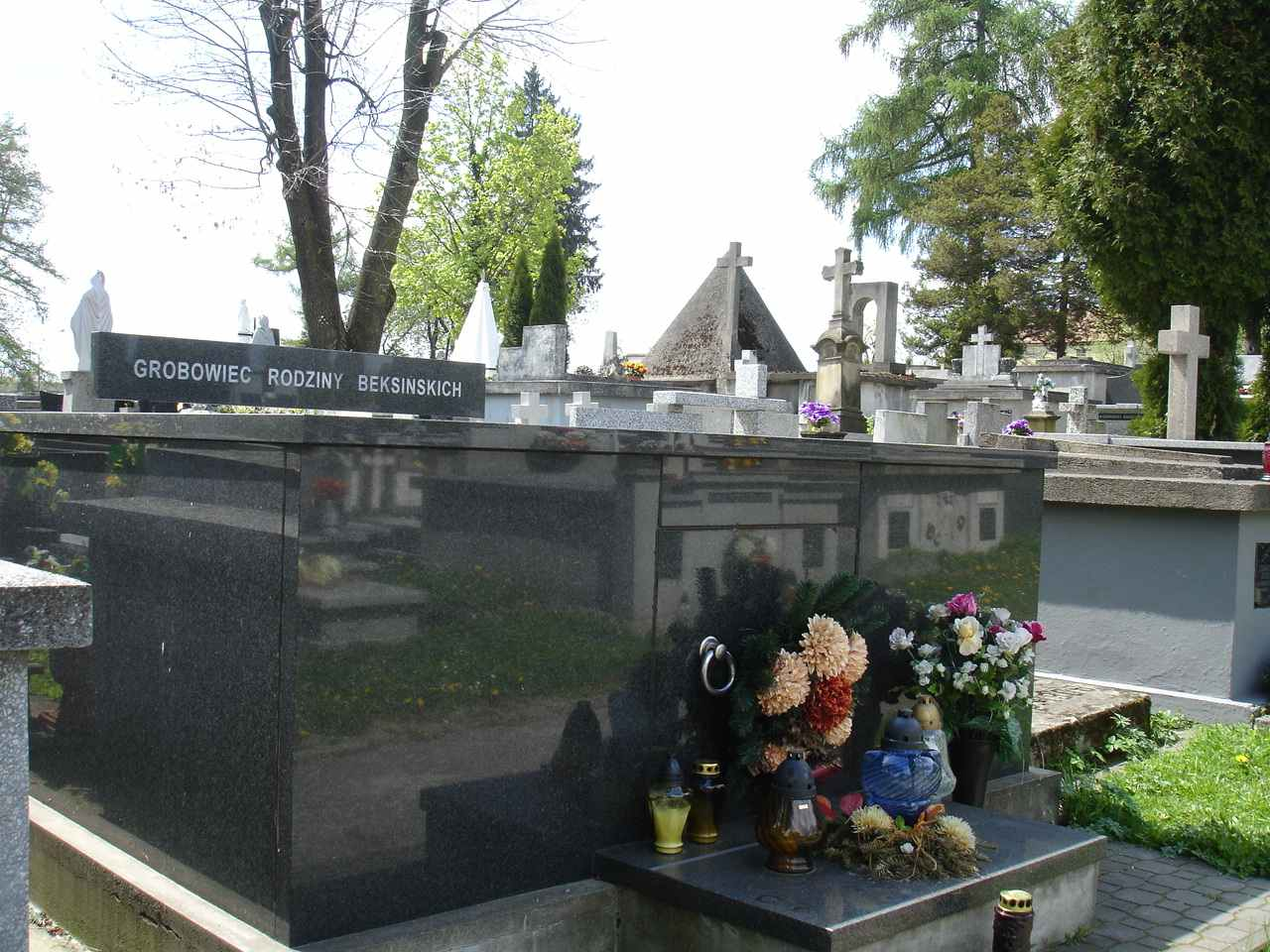
قبر عائلة بيكشينسكي في سانوك

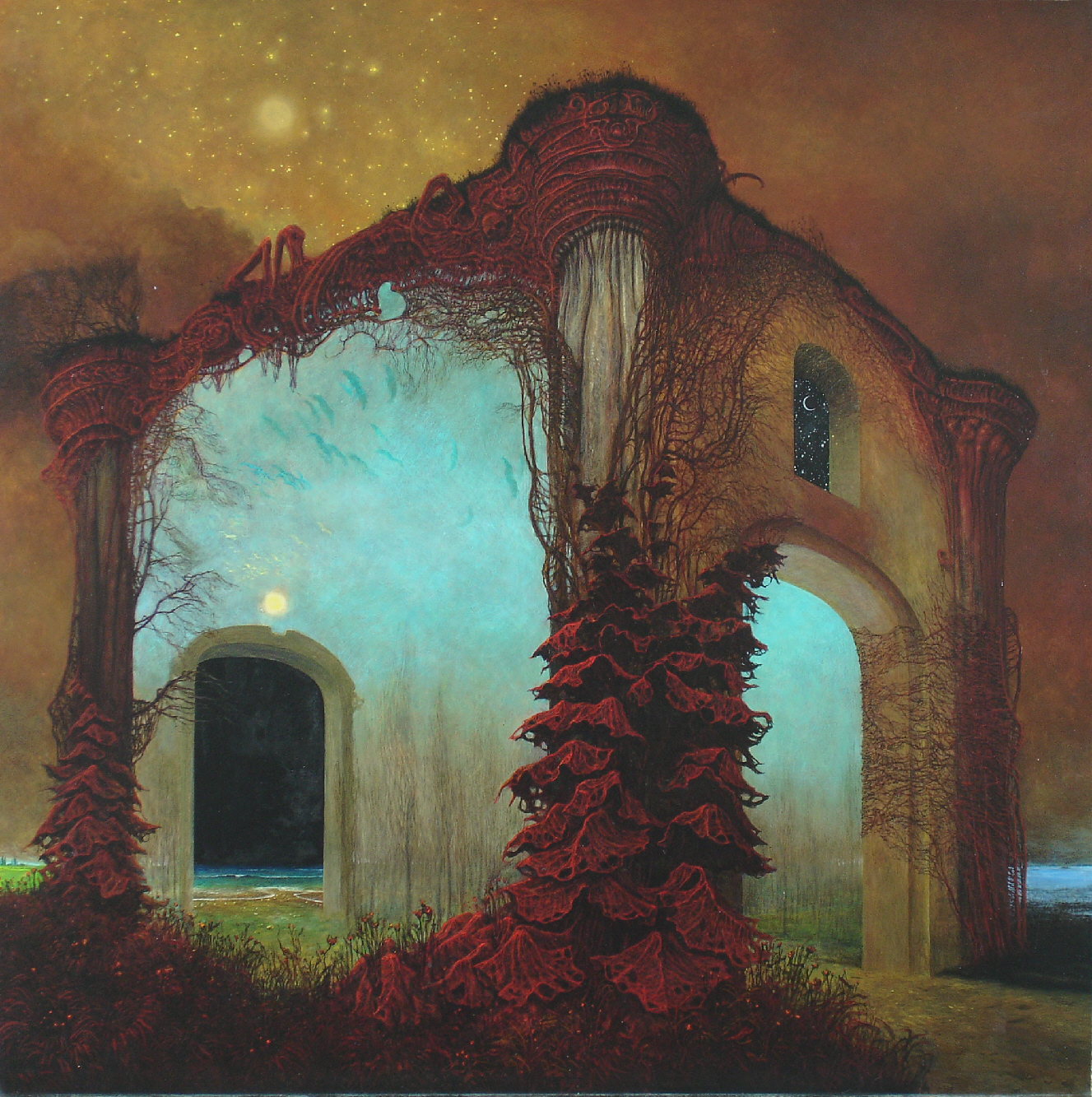
1978 لوحة زيتية معنونة بـ AA78

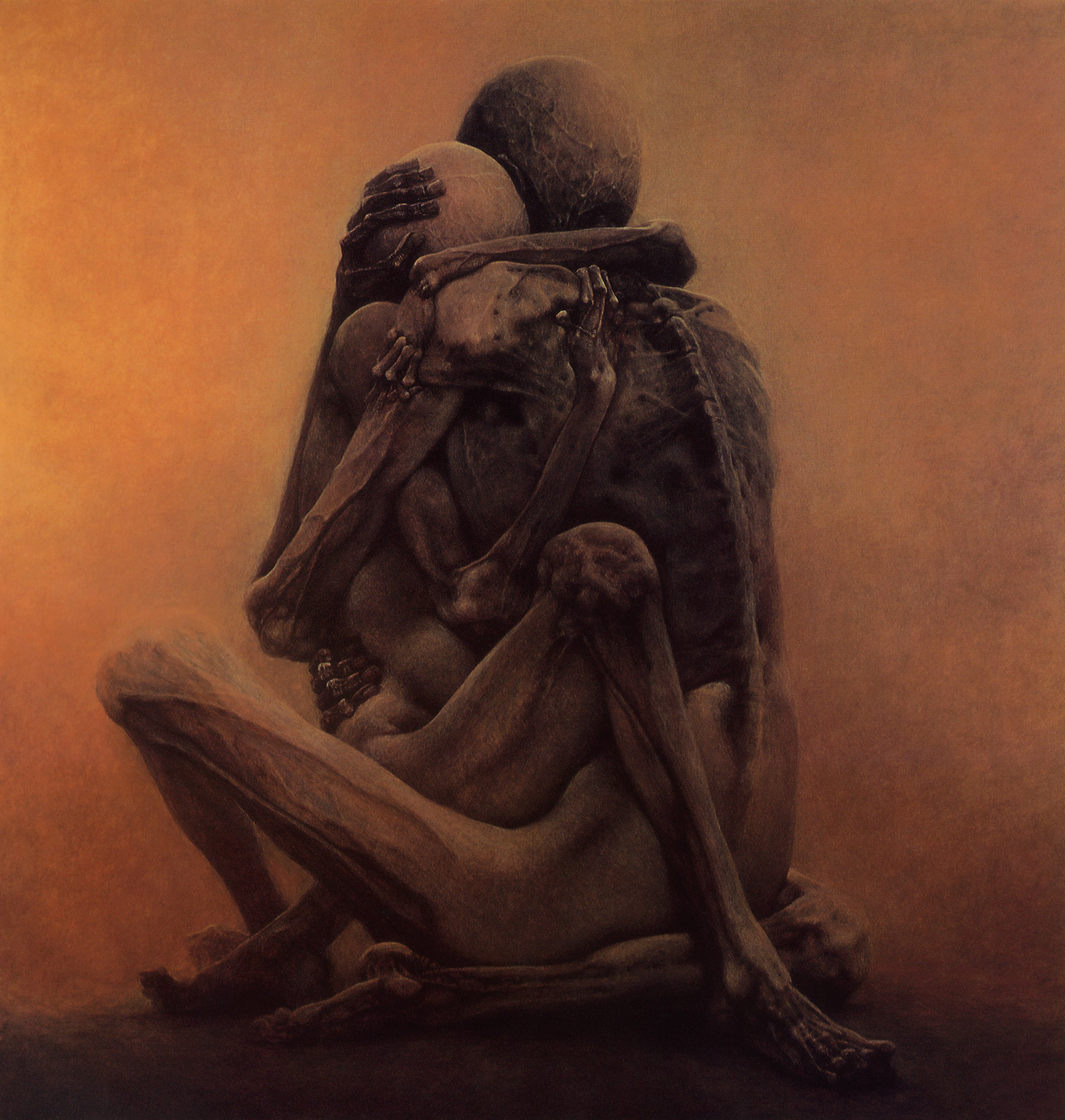
1984 لوحة زيتية

### أعماله الأخيرة
شهِدت فترة الثمانينات نقلة لبيكشينسكي، فخلال هذه الفترة اشتهرت أعماله في فرنسا بفضِل جهود بواتر دموتشوسكي، كما حقق شعبية كبيرة في غرب أوروبا والولايات المتحدة واليابان. ركَّزت أعماله في أواخِر الثمانينات وحتى بداية التسعينات على الصور الشبيهة بالتماثيل المنحوتة والتذكارات الضخمة بالإضافة إلى مجموعة مِن الصلبان، والتي عُرِضَت باستخدام مجموعة ألوان خافِتة ومحدودة. كان يبدو بأن أعمالهُ قد رُسِمَت بخطوط ملونة بشكل كثيف في تلك الفترة، والرسم بهذا الاسلوب جعلها تبدو أقل تطرفاً من لوحاتِه المعروفة في «الفترة المذهِلة»، ولكنها مازالت تحمِل نفس مستوى التأثير. شرَح بيكشينسكي ذلِك في عام 1994: «سآخذ منحنى مختلِف بتبسيط الخلفية مع زيادة وافِرة في تشويه المجسمات في نفس الوقت، والتي ستُرسم بدون وضع اعتبار لمعايير الإضاءة والظلال الواقعية. أنا أسعى لأن يكون واضحاً مِن الوهلة الأولى بأن اللوحة تنتمي إلي.»

اكتشف بيكشينسكي أجهزة الكمبيوتر والإنترنت والتصوير الفوتوغرافي الرقمي وتقنيات التلاعب بالصور في أواخِر التسعينات، فركز على هذه التقنيات حتى وفاتِه.

## مآسي عائلته ووفاته
كانت أواخِر التسعينات فترة تراجيدية لبيكشينسكي، حيث توفيت زوجته زوفيا في عام 1998، وبعد مرور سنة في عشيّة عيد الميلاد عام 1999 انتحر ابنه توماسز (كان مقدم برامِج إذاعية مشهور وصحفي موسيقي ومترجم أفلام)، وكان بيكشينسكي من اكتشف جثته. لم يتمكن بيكشينسكي مِن تقبل وفاة ابنه، فاحتفظ بمغلف كان موجهاَ إليه «إلى توماسز لو فارقتُ الحياة» معلقاً على جدارِه.
عُثِرَ على بيكشينشكي في الواحِد والعشرين من شهر فبراير عام 2005 في شقته في وارسو مطعوناً 17 طعنة في أنحاء جسده، اثنتين مِنها كانت السبب في وفاتِه. تم القبض على روبرت كيوبيك وهو الابن المراهِق لصاحِب يعرفه منذ مدة طويله وصديق له بعد الجريمة بفترة بسيطة. حَكمت محكمة القضاء في وارسو على روبرت كيوبيك 25 سنة في السجن، و5 سنوات لشريكِه في الجريمة لوكاس كيوبيك في التاسِع من شهر نوفمبر عام 2006.رفض بيكشينسكي إقراض روبرت كيوبرك بضع مئات زولتي قبل وفاتِه (حوالي 100 دولار أمريكي).

## شخصيته
بصرفِ النظر عن كآبة فنه، فقد عُرِف بيكشينسكي بكوِنه شخص لطيف يتمتع بحس فكاهي ويستمتع بالتحاور مع الآخرين، كما كان متواضعِاً وخجولاً بعض الشيء، فكان يتجنب المناسبات العامة كافتِتاحات معارِضِه الفنية. نسَبَ مصدر إلهامِه الأكبر للموسيقى، فقد صرّح بأنه لم يتأثر كثيراً بالأدب أو السينيما أو أي أعمال مِن فنانين آخرين، وبأنه لم يقم بزيارة أي متاحِف أو معارِض فنية. تجنب بيكشينسكي التحليل الواقِعي لمحتوى أعمالِه: «لا يمكنني تصور أي تفسير عقلاني لأي لوحة»، وكان بالأخص يرفض الذين يبحثون أو يقدمون له أجوبة مبسّطة على ما كانت تعنيه أعماله.

## الإرث الفني
يوجد متحف مخصص لعرض أعمال بيكشينسكي في مدينة سانوك في بولندا، وافتُتِح في عام 2006 متحف بيكشينسكي في معرض المدينة للفنون في مدينة تشيستوخوفا في بولندا، والذي يحتَضِن 50 لوحة و 120 رسمة مِن تشكيلة دومتشوسكي (يملِك دومتشوسكي أكبر تشكيلة لأعمال بيكشينسكي). عُقِد حفل افتتاح «المعرض الجديد لجيزلاف بيكشينسكي» في الجناح المرمم مِن قلعة سانوك بمشاركة وزيرة التنمية الإقليمية إليبيتا بينكوسكا وآخرين في الثامن عشر من شهر مايو عام 2012، وفُتح المعرض للعامة في التاسع عشر من شهر مايو عام 2012. تم تنصيب «صليب بيكشينسكي» في مهرجان Burning Man والذي اتخذ شكل حرف T كما استخدمه بيكشينسكي في كثير مِن أعمالِه.

## في أوساط فنية أخرى
- استَخدمت فرقة الأنبلاك ميتل Antestor (أنتيستو) لوحة «النافِخ في البوق» كغِلاف لألبومِهم Omen (أومين)، وأعربَت الفرقة عن سبب اختيارِهم للوحة: «تمثِّل موسيقانا المشاعِر البشرية الأكثر وحشية وانكِساراً كالطيفِ في هذه اللوحة.»

- ألهَمت أعمال بيكشينسكي ويليم مالون في إخراج المجازات السريالية في فلم الرعب Parasomnia (الخطل النومي) عام 2008.

- استَخدمت فرقة الديث ميتال Pandemia (بانديميا) واحِد مِن أعمال بيكشينسكي كغلاف للألبوم الثاني "Personal Demon"(شياطين الذات) الذي تم إصداره عام 2002.

- استخدمت فرقة الاندستريال Ice Ages (آيس إيج) لوحة غير معنونة من عام 1984 لتصوير الهيكلين العظميين في ألبومِهم "The Killing Emptiness" (الوحدة القاتلة).

- استَخدمت فرقة البلاك ميتال الكندية Incandescence (إنكانديسينس) أحد أعمال بيكشينسكي كغِلاف لألبومِهم "Abstractionnisme" (التجريدية) في عام 2013.

- استخدَمت فرقة البلاك ميتال النرويجية Kampfar (كامفار) واحد مِن أعمال بيكشينسكي كغِلاف لألبومِهم "Djevelmakt" (ديفيلماكت) في عام 2014، وألبوم "Profan" (بروفان) في عام 2015.

- استخدمت فرقة البلاك ميتال الأمريكية Ashdutas (أشدوتاس) واحِد من أعمال بيكشينسكي كغلاف لاسطوانتِهم المطولة "Where the Sun is Silent" (حيث الشمس صامِتة) عام 2007.

- استخدم مشروع الأمبينت بلاك ميتال الأمريكي لوياثان (ليفياث) واحِد من أعمال بيكشينسكي كغلاف للألبوم التجميعي "Verräter" (فيغيتير) عام 2002، ولـ "Sic Luceat Lux" (سيك لوتشت لوكس) سيعام 2009 مع فرقة البلاك ميتال اليونانية Archerontas (أركرونتاس).

- أخرج المخرج السينيمائي البولندي جان ب. ماتوزينسكي فيلم تحت عنوان Ostatnia rodzine (العائلة الأخيرة) عن جيزلاف بيكشينسكي وابنه توماسز في عام 2016. تلقى الفيلم اعجاب النقاد وفاز بجائزة الأسد الذهبي في عام 2016 في مهرجان الأفلام البولندي.

- أصدرت الفرقة المستقلة مِن سياتل Rishloo (ريشلو) ألبوم Eidolon (إيدولون) في عام 2007، والذي احتوى على أغنية تُدعى «جيزلاف» ويبدو بأنها ترجَع إليه، فيتَّضِح تأثير بيكشينسكي على الفن في الألبوم وفي التصورات التي تصنعها كلمات الأغاني.

## إشارات مرجعية
1. ↑  Zdzislaw Beksinski (بالإنجليزية). Oxford University Press. 2006. ISBN:978-0-19-977378-7. OCLC:662407525. OL:33251159M. QID:Q24255573.
2. ↑  Jean-Pierre Delarge (2001). Le Delarge | Zdzislaw BEKSINSKI (بالفرنسية). Paris: Gründ, Jean-Pierre Delarge. ISBN:978-2-7000-3055-6. LCCN:2001377249. OCLC:301671921. OL:12518095M. QID:Q20056651.
3. 1 2 3 4 5 6 7  أرشيف الفنون الجميلة، QID:Q10855166
4. ↑  MusicBrainz (بالإنجليزية), MetaBrainz Foundation, QID:Q14005
5. ↑  كرزيستوف جوريكي (أوقست 2004) "جيزلاف بيكشينسكي"، في موقع Culture.pl، متحف الفن في مدينة وودج، قام ماريك كيبا بترجمة المقال في فبراير عام 2012. نسخة محفوظة 15 نوفمبر 2017 على موقع واي باك مشين.
6. ↑  "جييرمو ديل تورو< اقتباسات." تم استعادتها في 2017-9-5. نسخة محفوظة 22 نوفمبر 2017 على موقع واي باك مشين.
7. ↑  "أحلام بيكشينسكي"، نوفمبر 2015. نسخة محفوظة 28 يونيو 2017 على موقع واي باك مشين.
8. ↑  أندي سين (15 جانيوري 2013) "Antestor: "Omen"، موقع No Clean Singing، كتبها آيسليندر. تم استعادتها في 13 أبريل عام 2015. نسخة محفوظة 06 مايو 2018 على موقع واي باك مشين.
9. ↑  كريس بيك (فبراير 2013) "Antestor- إنجاز الأعمال الغير مُنجزة" (بي دي إف)، مجلة HM، جوغ فان بيلت (163): الصفحات 46-49. تم استعادتها في 11 أبريل 2015. نسخة محفوظة 04 مارس 2016 على موقع واي باك مشين.
10. ↑  "العرض التمهيدي لفلم Parasomnia"، موقع hollywoodgothique.com. نسخة محفوظة 8 مايو 2020 على موقع واي باك مشين.
11. ↑  https://genius.com/albums/Rishloo/Eidolon. نسخة محفوظة 27 فبراير 2018 على موقع واي باك مشين.

## روابط خارجية
- جيزلاف بيكشينسكي على موقع IMDb (الإنجليزية)
- جيزلاف بيكشينسكي على موقع ميوزك برينز (الإنجليزية)
- جيزلاف بيكشينسكي على موقع إن إن دي بي (الإنجليزية)
- جيزلاف بيكشينسكي على موقع ديسكوغز (الإنجليزية)

• عودة موقع بيكشينسكي الرسمي! موقع Shop Beksinski.

• جيزلاف بيكشينسكي. موقع Culture.pl. 

• متحف جيزلاف بيكشينسكي الافتراضي. (متوفر باللغة البولندية والألمانية والإنجليزية والفرنسية).

• معرض جيزلاف بيكشينسكي. (باللغة البولندية).

•	مقالة «الفنان الذي لم يعد على قيد الحياة، المخرج السينيمائي بيوتر أندريوس في ذكرى جيزلاف بيكشينسكي»، في KINO، جون 2005. (باللغة البولندية).

• الفن السوداوي: معرض بيكشينسكي.

• تمويل جماعي لفيلم وثائقي. التمويل لإنتاج فيلم وثائقي طويل عن حياة بيكشينسكي.